# Río Elbow
 El río Elbow es un río en el sur de Alberta, Canadá. Fluye desde las Montañas Rocosas canadienses hasta la ciudad de Calgary, donde desemboca en el río Bow. 
El río Elbow River es popular entre los piragüistas, campistas y excursionistas y atraviesa varias zonas características, como Allen Bill Pond, Forgetmenot Pond y las cataratas Elbow. Las secciones del río están cerradas a la pesca o son aguas de "captura y liberación". 
El caudal del río Elbow fluctúa considerablemente y en junio de 2005 se produjo una inundación tan grave (la más fuerte en al menos dos siglos, según las estimaciones del Gobierno de Alberta) que el agua fluyó sobre la presa de Glenmoren . Se evacuaron aproximadamente 1.500 calgarianos que vivían río abajo. Otra inundaciómás extensa comenzó el 20 de junio de 2013, con decenas de miles de evacuaciones.

## Inundaciones de 2013

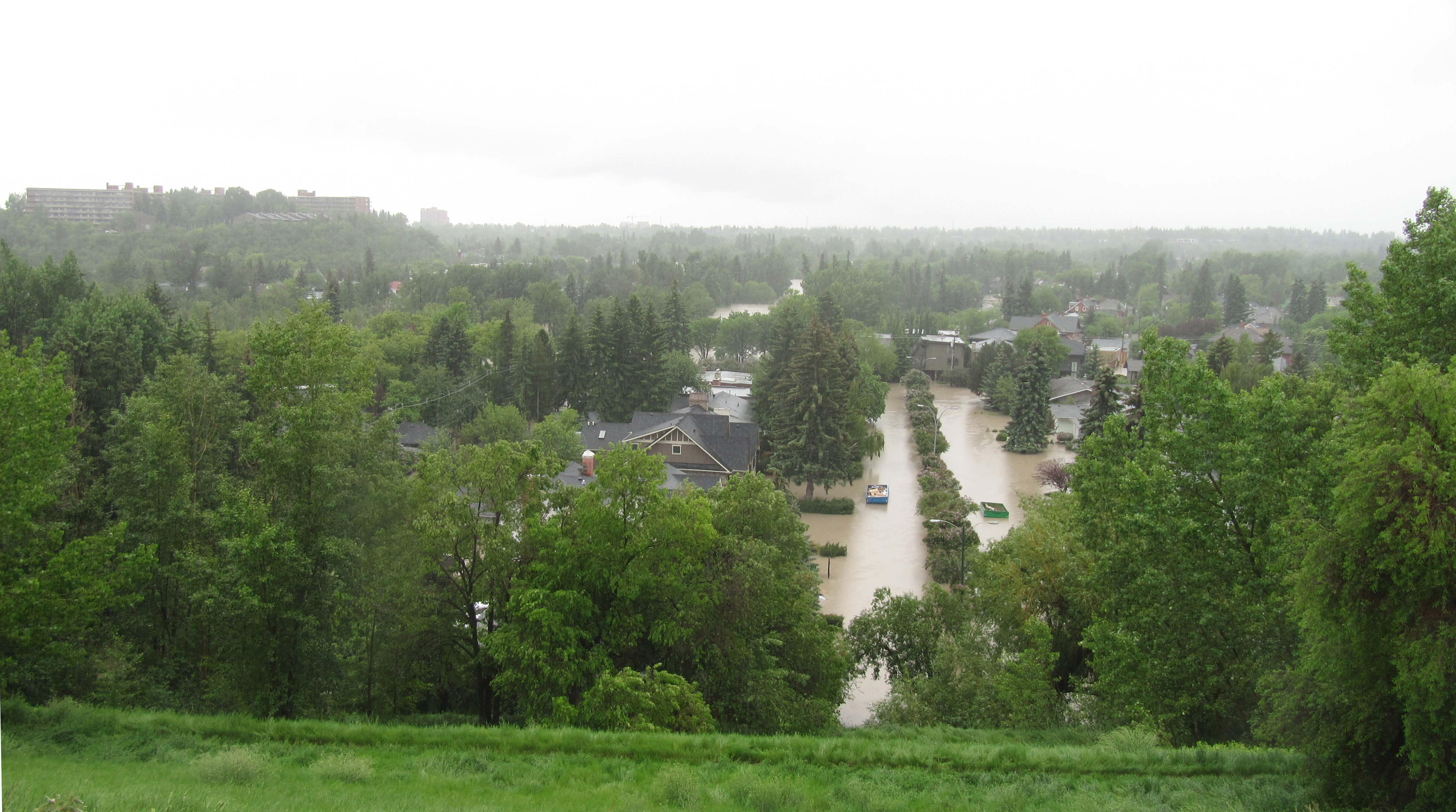
El río Elbow inundó el barrio de Elbow Park en Calgary el 21 de junio de 2013

En junio de 2013, Alberta (Canadá) experimentó fuertes precipitaciones que desencadenaron inundaciones catastróficas en gran parte de la mitad meridional de la provincia a lo largo de los ríos y afluentes del Bow, Elbow, Highwood y Oldman. Una docena de municipios de Alberta meridional declararon estados locales de emergencia el 20 de junio, a medida que aumentaban los niveles de agua y numerosas comunidades recibían órdenes de evacuación.

## Curso

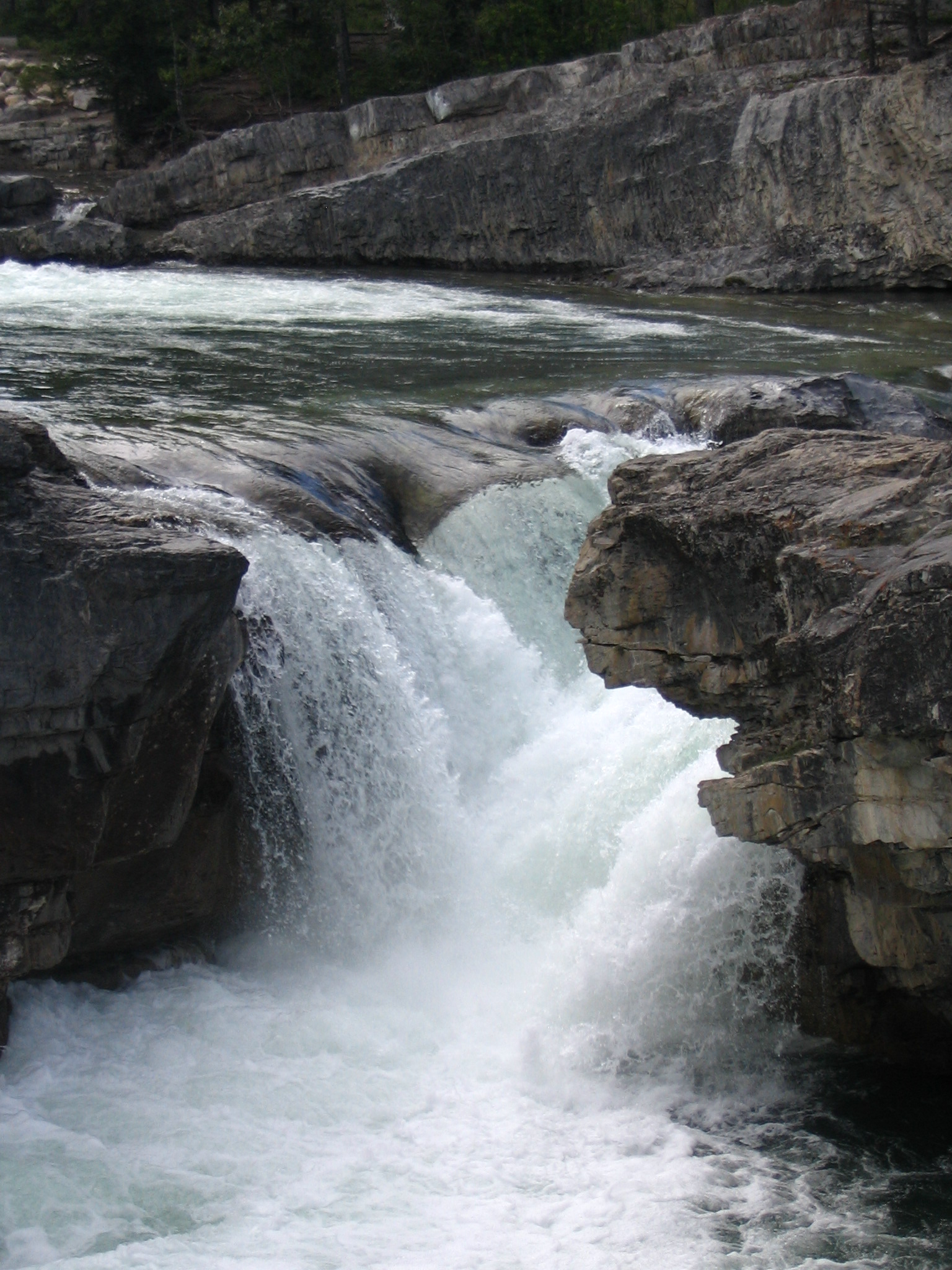
Cataratas Elbow en el curso superior del río

El río Elbow se origina en el Lago Elbow en el parque provincial Elbow-Sheep Wildland en las Montañas Rocosas canadienses, luego continúa a través de las estribaciones de las Montañas Rocosas y desemboca en la aldea de Bragg Creek. El río Elbow pasa por debajo de la autopista 22 y luego atraviesa la comunidad rural de Springbank y la reserva india de la Nación Tsuu T'ina 145 directamente al oeste de Calgary. El río entra en la ciudad de Calgary en Weaselhead Flats, un delta interior artificial, y en el embalse de Glenmore, una de las dos principales fuentes de agua potable de Calgary. Desde allí, fluye hacia el norte a través de las comunidades residenciales hacia el centro de la ciudad, es atravesado por el Macleod Trail, pasa por los terrenos de la Estampida de Calgary y finalmente se une al Río Bow al oeste del Zoológico de Calgary. 
Fort Calgary (el puesto de la Policía Montada del Noroeste establecido en 1873 alrededor del cual comenzó el asentamiento en el área de Calgary) estaba ubicado en la confluencia de los ríos Bow y Elbow. 
El río tiene una longitud total de 120 kilómetros y drena una superficie de más de 1.200 kilómetros cuadrados. Desde su origen en el puerto de Elbow, a unos 2.100 metros, desciende 1.060 metros con una pendiente del 1% hasta su desembocadura en el Río Bow, a una altitud de 1.040 metros.

## Afluentes
- Río Little Elbow
- Canyon Creek
- Iron Creek
- Bragg Creek
- Harris Creek
- Pirmez Creek
- Millburn Creek
- Springbank Creek
- Cullen Creek
- May Creek
- Lott Creek

## Galería

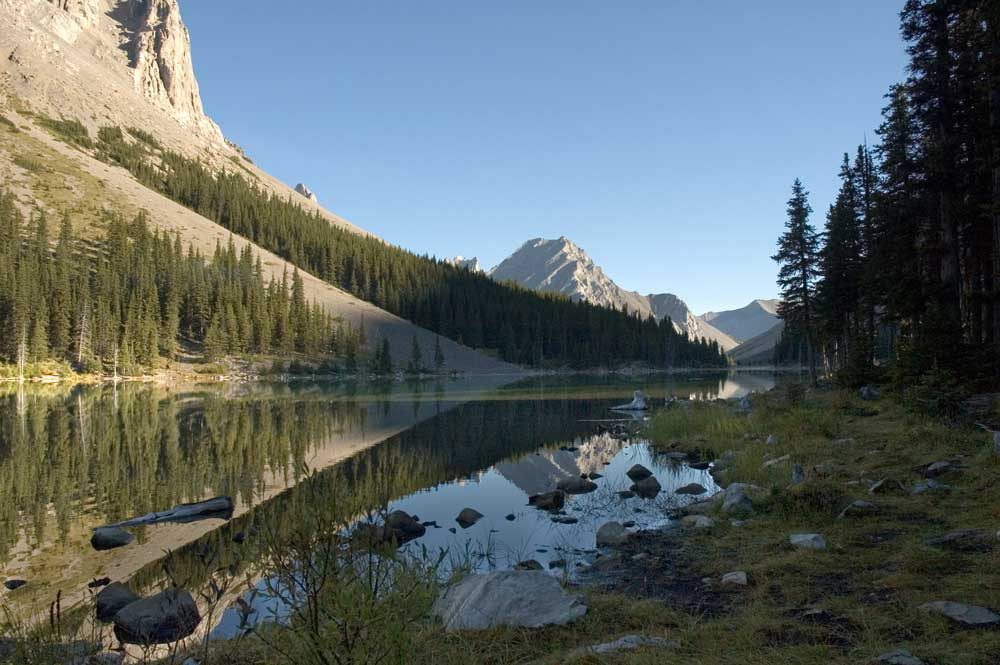
Lago Elbow
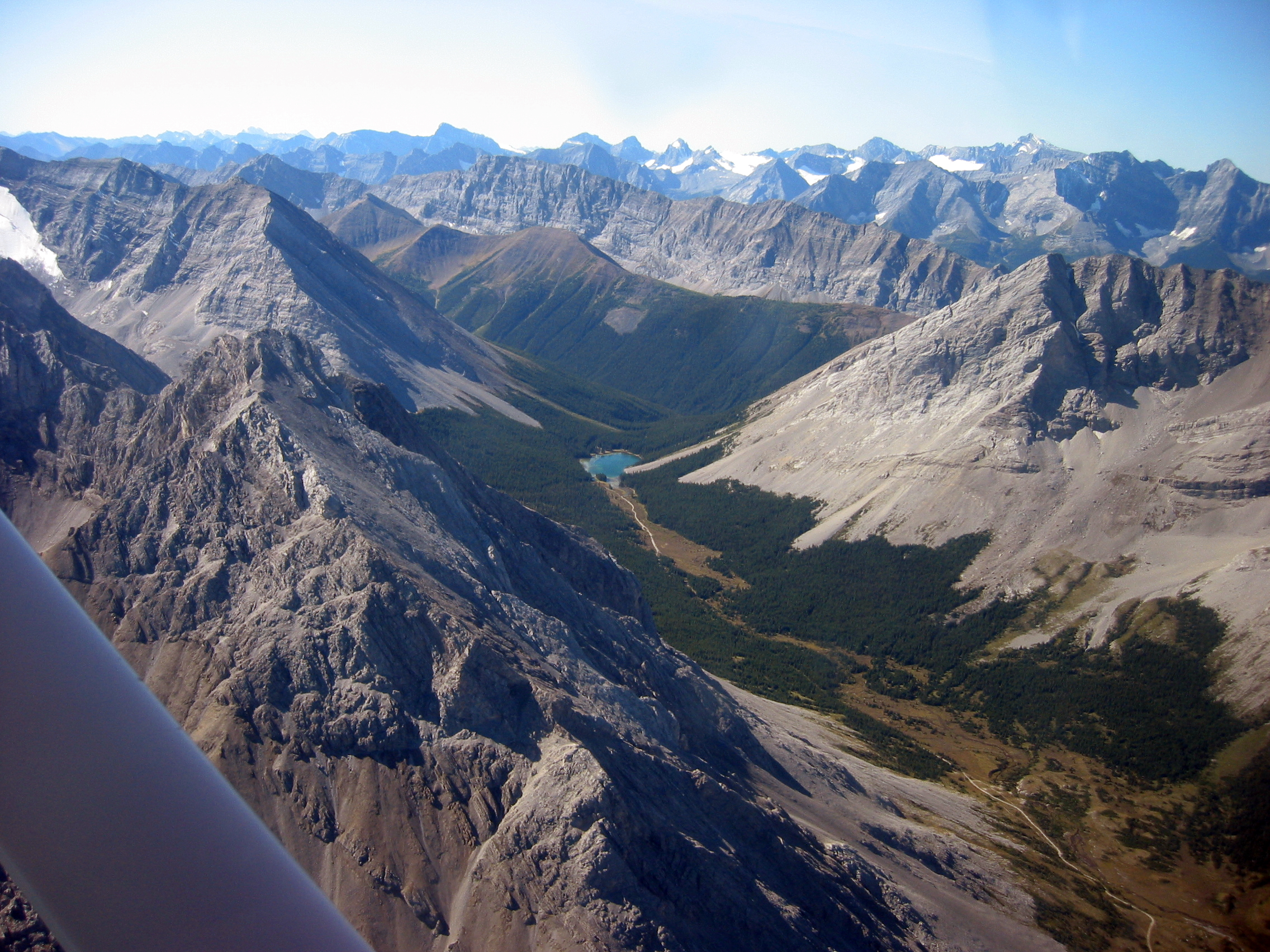
Curso superior en el puerto de Elbow
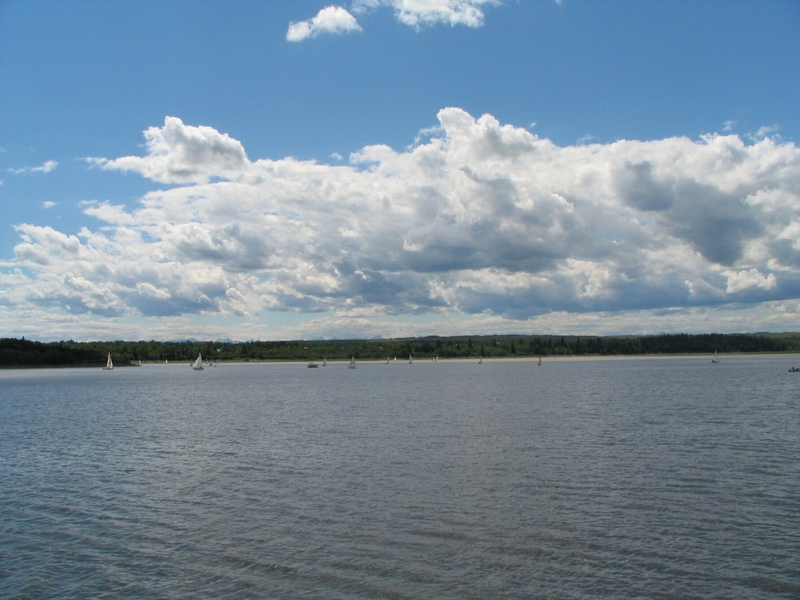
Embalse de Glenmore en Calgary
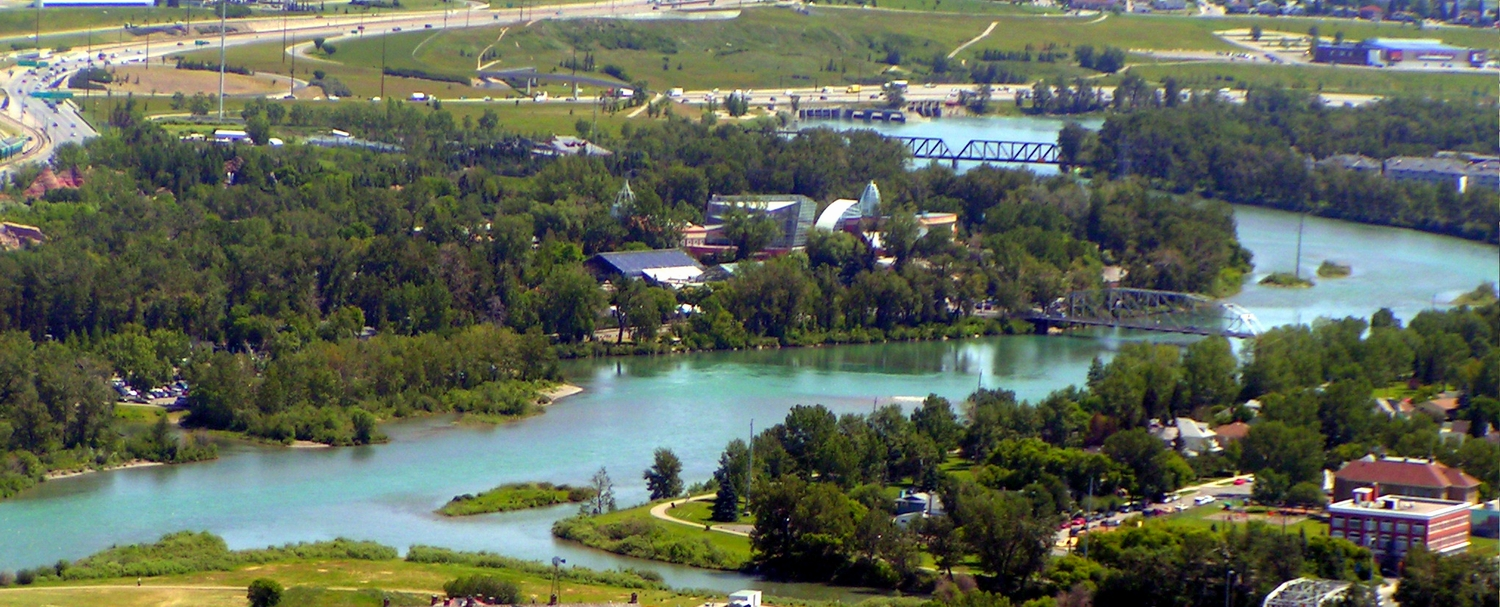
Confluencia con Bow River